# Comté de Madison (Virginie)
Pour les articles homonymes, voir Comté de Madison.
Le comté de Madison est un comté de Virginie, aux États-Unis.

## Histoire
Le comté de Madison a été créé en décembre 1792. Il porte le nom de la famille Madison qui possédait des terres le long de la rivière Rapidan. Le président des États-Unis James Madison (1751-1836) est issu de cette famille.

## Géographie
Selon le Bureau du recensement des États-Unis, le comté a une superficie de 834 km2 dont 832 km2 de terre et 1 km2 de surface en eau.

### Géolocalisation
| Comté de Page   | Comté de Rappahannock |                   |
|                 | Comté de Madison      | Comté de Culpeper |
| Comté de Greene |                       | Comté d'Orange    |

### Parc national
- Parc national de Shenandoah (pour partie)

### Photos

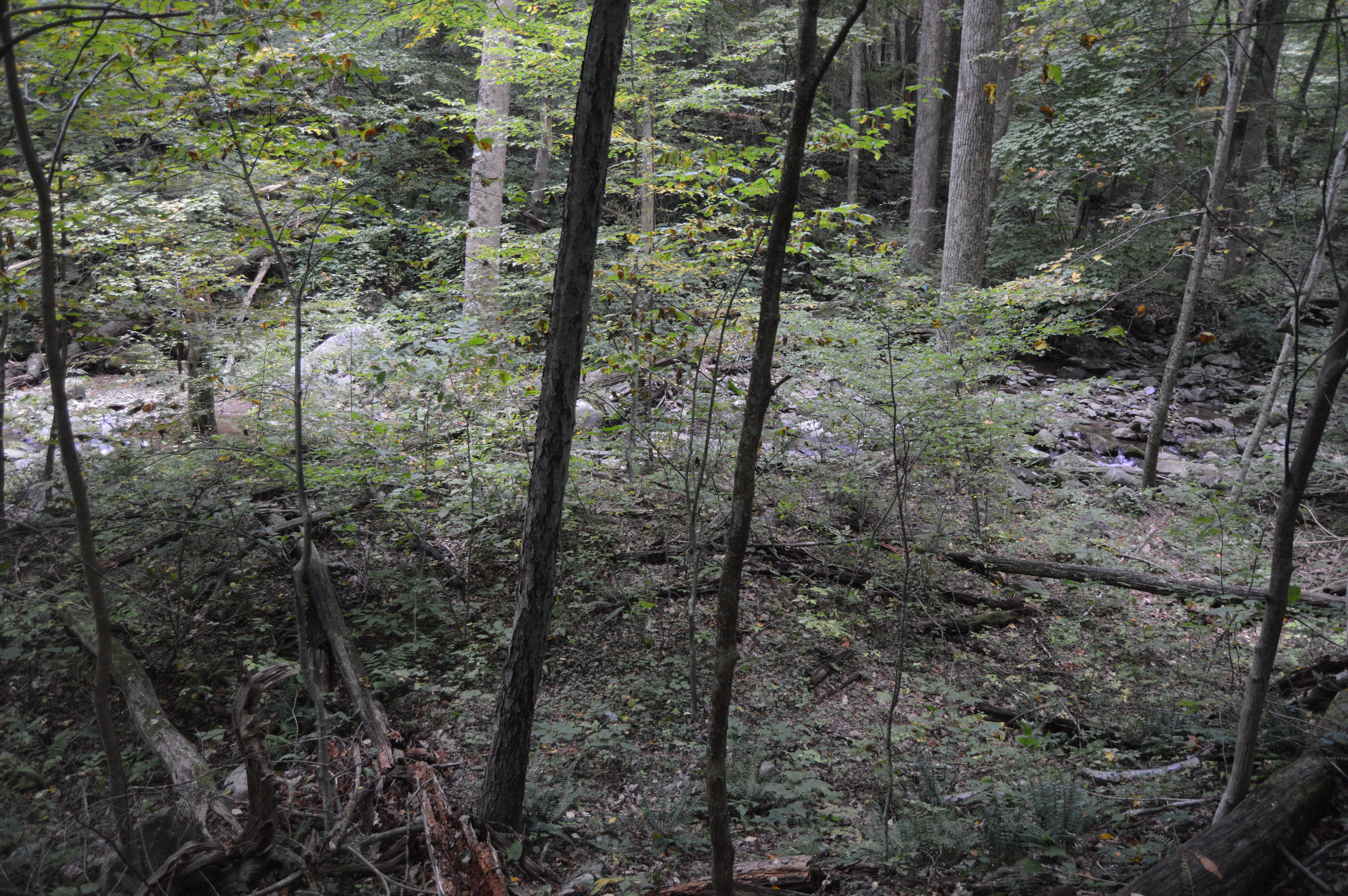
Gentle Site, un site archéologique.
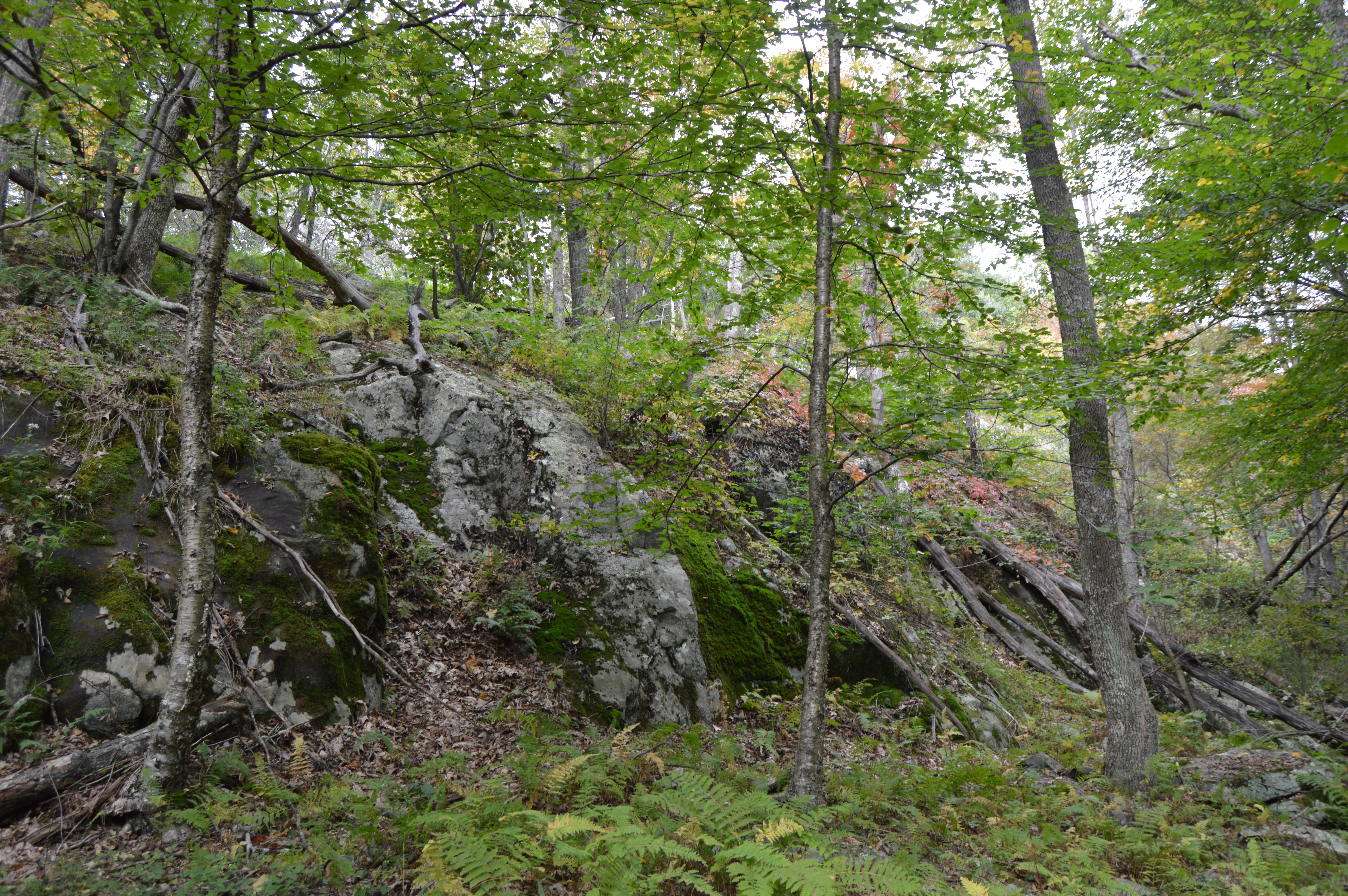
Cliff Kill Site, un site archéologique.
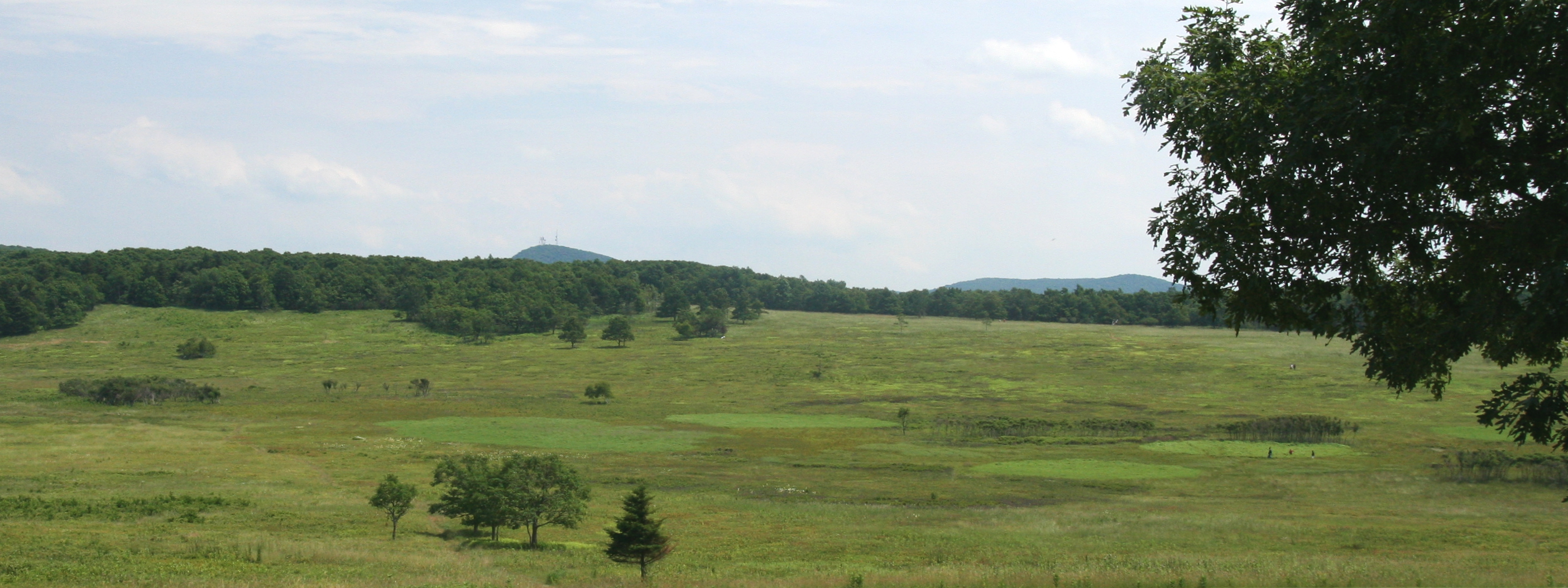
Big Meadows Site, un site archéologique.